# Guilford Dudley
Lord Guilford Dudley (c. 1535-12 de febrero de 1554) fue el esposo de Lady Jane Grey, quien ocupó el trono inglés del 10 al 19 de julio de 1553. Jane era prima segunda del rey Eduardo VI de Inglaterra y este le había declarado su heredera, pasando por encima de sus medias hermanas. Guilford Dudley recibió una educación humanista y se casó con Jane en una magnífica celebración unas seis semanas antes de la muerte del rey, después de que su padre, John Dudley, duque de Northumberland, maquinara el ascenso al trono de Jane.
La pareja habitó la Torre de Londres durante su breve periodo de gobierno, desempeñando los roles de reina y rey. Sin embargo, la petición de Guilford de ser convertido en rey genuino fue rechazada por su esposa. Todavía permanecían en la torre cuando su régimen se derrumbó y se quedaron allí como prisioneros en diferentes habitaciones. Fueron condenados a muerte por alta traición en noviembre de 1553. La reina María I de Inglaterra estaba dispuesta a perdonarles la vida, pero la rebelión de Thomas Wyatt en contra de sus planes de casarse con Felipe II de España motivó la ejecución de la joven pareja, medida que fue vista como excesivamente dura.

## Biografía

### Familia y matrimonio
Guilford Dudley fue el menor de los hijos sobrevivientes de John Dudley, 1.er duque de Northumberland y su esposa Jane, hija de sir Edward Guildford. El linaje de los Dudley se remonta a una familia llamada Sutton, que se convirtieron en señores del castillo de Dudley en el siglo XIV, de quienes Guilford descendía a través de su abuelo paterno. Su abuelo, Edmund Dudley, consejero de Enrique VII, fue ejecutado después de la muerte del Rey. A través de su abuela paterna, Elizabeth Grey, vizcondesa de Lisle, Guilford era descendiente de los héroes de la Guerra de los Cien Años, Richard de Beauchamp, conde de Warwick, y John Talbot, conde de Shrewsbury.
Los hijos de los Dudley —nacieron trece en total— disfrutaron de una educación humanista, de la misma naturaleza que la futura esposa de Guilford, Lady Jane Grey, y como la princesa Isabel. Durante el reinado del joven Eduardo VI, John Dudley se convirtió en lord Presidente del Consejo Privado y de facto gobernó Inglaterra de 1550 a 1553. El cronista Richard Grafton, que lo conocía, describe a Guilford como «un caballero apuesto, virtuoso y bueno». En 1552, Northumberland intentó sin éxito casar a Guilford con Margaret Clifford, prima de Jane Grey. En su lugar, en la primavera de 1553, Guilford fue comprometido con la propia Jane, que contaba con dieciséis años de edad. Jane ocupaba un puesto más alto en la línea de sucesión al trono que Margaret.
En Pentecostés, el 21 de mayo y los días siguientes, tres bodas se celebraron en Durham Place, la mansión en la ciudad del duque de Northumberland. Guilford se casó con Jane; Katherine, hermana de Guilford, se casó con Henry Hastings, heredero del conde de Huntingdon; y Catalina, hermana de Jane, se casó con Henry Herbert, heredero del conde de Pembroke. Fue un magnífico festival, con justas, juegos y mascaradas. Para las mascaradas se contrataron dos empresas diferentes una de hombres y otra de mujeres. Se invitó a los embajadores de Venecia y Francia, y había «un gran número de personas comunes [...] y de los más principales del reino». Guilford y algunos otros sufrieron una intoxicación alimentaria «debido a un error del cocinero».

### Consorte real

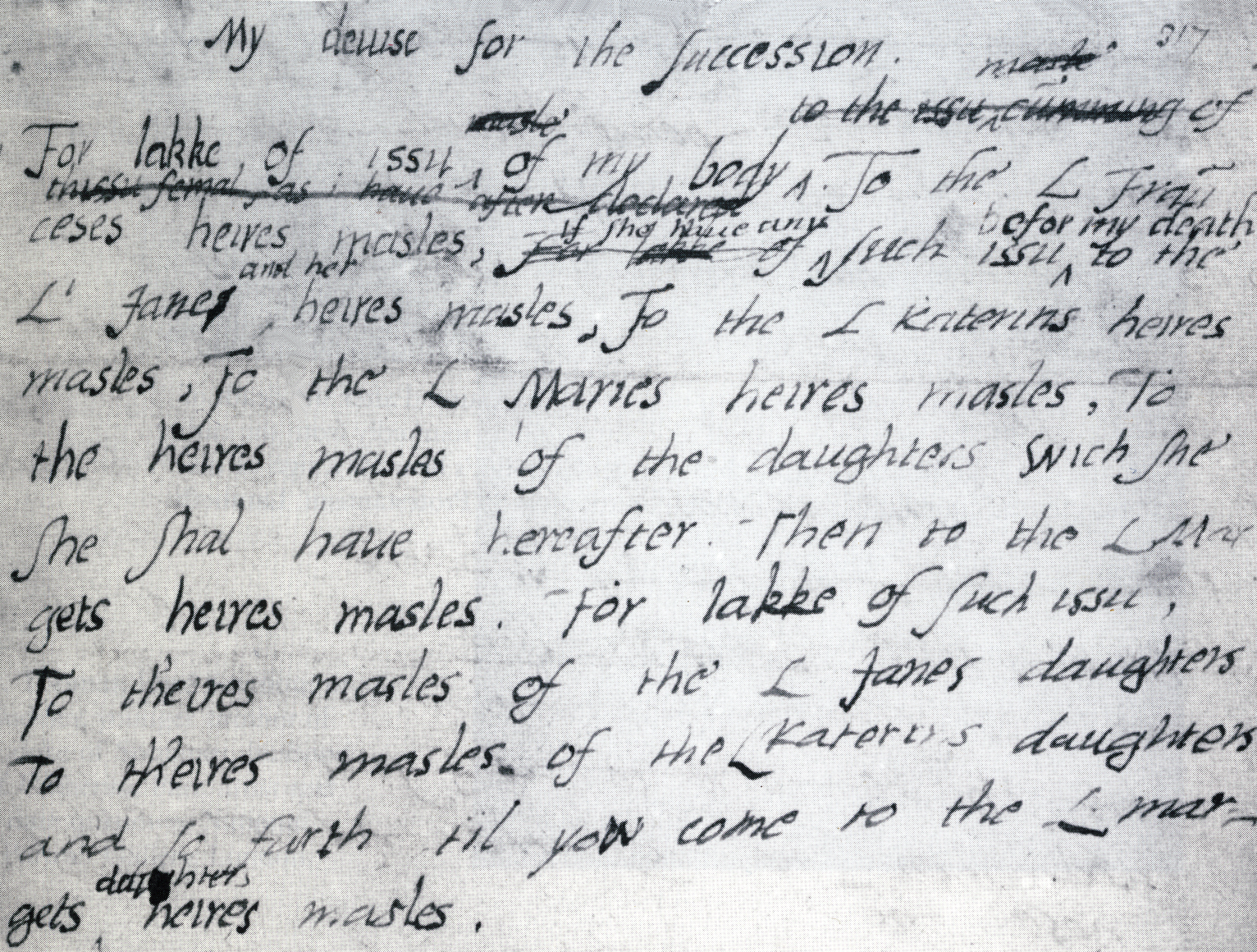
Documento escrito a mano por Eduardo VI de Inglaterra donde establece sus disposiciones para la sucesión real.

Enfermo de muerte, el rey Eduardo estableció en sus «disposiciones de sucesión» que la corona sería para su prima Jane Grey, pasando por encima de sus medias hermanas María e Isabel. Después de la muerte de Eduardo, el 6 de julio de 1553, el duque de Northumberland se comprometió a hacer cumplir la voluntad del rey. Los enviados del Sacro Imperio Romano Germánico y de Francia estaban seguros del éxito del plan. Jane se mostró reacia a aceptar la corona, cedió después de las protestas de una asamblea de nobles entre los que se encontraban sus padres y sus suegros; Guilford intervino con un enfoque más amoroso, con «oraciones y caricias».
El 10 de julio, la pareja hizo su entrada ceremonial en la Torre de Londres, caminando uno al lado del otro bajo un dosel. Una vez instalados en la torre, Guilford quería ser rey, según su propia versión que se dio a conocer más tarde. Jane discutió extensamente con él sobre el asunto y Guilford consintió en que «si fuera convertido en rey, lo sería por decisión mía [de Jane], mediante una Ley del Parlamento». Pero Jane estuvo de acuerdo en convertirlo únicamente en duque de Clarence. «No voy a ser duque, voy a ser rey», fue la respuesta de Guilford y partió en búsqueda de su madre. Furiosa, la duquesa de Northumberland se puso del lado de su hijo y le prohibió dormir con su esposa. También le ordenó que dejara la torre y volviera a casa, pero Jane insistió en que permaneciera en la corte a su lado. El resumen que Jane hizo del entorno fue: «[tan] fui engañada por el duque y el Consejo, como fui mal tratada por mi marido y su madre».
Las reuniones diarias del Consejo fueron presididas por Guilford; Jane, como monarca, no asistiría. Las comidas eran servidas con la pareja real sentada bajo el pabellón estatal; Guilford, quien recibía tratamiento real, también cenaba solo en el pabellón. Antoine de Noailles, embajador francés, describió a Guilford como «el nuevo rey». La corte imperial en Bruselas también creía en la existencia del rey Guilford.

### Encarcelamiento

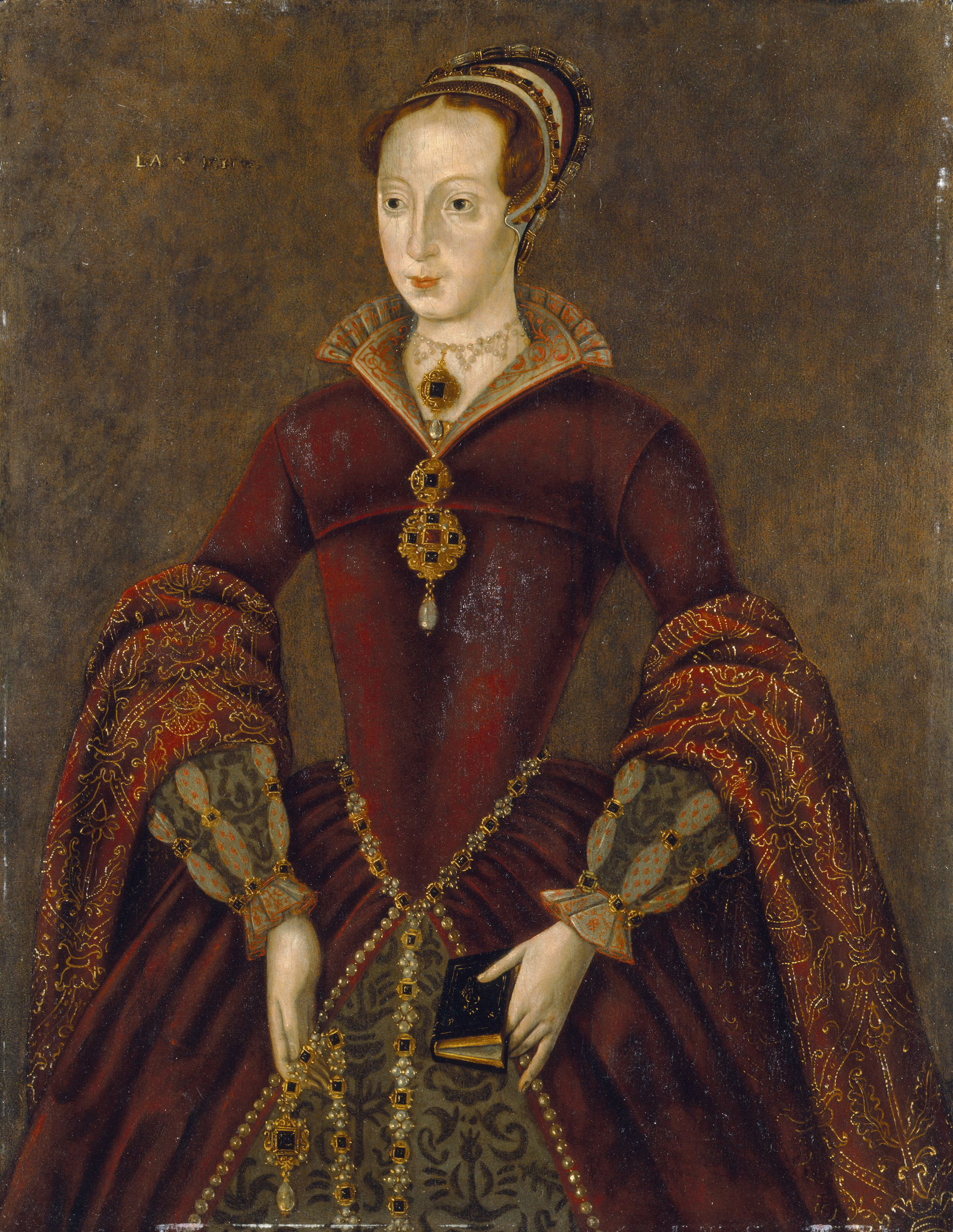
Lady Jane Grey.

El 10 de julio, el mismo día de la proclamación de Jane, llegó a Londres una carta de María Tudor, en la misiva afirmaba ser la nueva reina y exigía la obediencia del Consejo. Mientras María reunía a sus partidarios en Anglia Oriental, se decidió iniciar el combate en su contra después de un breve debate sobre quien debía dirigir el ataque, durante la discusión, Jane consiguió que su padre no fuera el elegido. El duque de Northumberland marchó a Cambridge con sus tropas y en el transcurso de una semana no vio ninguna acción, hasta que se enteró el 19 de julio que el Consejo en Londres se había declarado en favor de María. Northumberland proclamó también a María Tudor en el mercado y fue detenido a la mañana siguiente. El 19 de julio, unas horas antes de la proclamación de la reina María en Londres, se llevó a cabo el bautismo del hijo de uno de los escoltas reales, Jane había acordado ser la madrina y deseaba que el niño fuera nombrado Guilford. Cuando se enteró Stephen Gardiner, el obispo de Winchester que había sido encarcelado en la torre durante cinco años, tomó este hecho como una gran ofensa.
La mayor parte del Consejo Privado se mudó de la Torre antes de cambiar sus lealtades. Habiéndose dado cuenta del cambio de opinión de sus colegas, el padre de Jane, el duque de Suffolk, abandonó su mando sobre la fortaleza y proclamó a María cerca de Tower Hill. Después de que el duque de Suffolk se marchó, la duquesa fue informada que también podía irse a casa, mientras que a Jane, Guilford y la duquesa de Northumberland no se les permitió marcharse. Posteriormente, Jane fue trasladada de los apartamentos reales a los alojamientos de los guardias y Guilford fue encarcelado en la torre del campanario, donde al poco tiempo se le unió su hermano Robert. Sus hermanos restantes fueron encarcelados en otras torres, así como su padre, quien fue, por el momento, la única persona prominente en ir al cadalso. María estaba preparada para perdonar las vidas de Jane y Guilford.
La pareja fue acusada el 12 de agosto, Jane le presentó una carta de explicación a la reina María, «pedía perdón [...] por el pecado del que era acusada, e informaba a su majestad sobre la verdad de los acontecimientos». Habló de sí misma como «una esposa que ama a su marido». El 14 de noviembre de 1553, Jane y Guilford fueron juzgados en Guildhall, junto con el arzobispo de Canterbury, Thomas Cranmer, y los hermanos de Guilford, Ambrose y Henry. Fueron declarados responsables de alta traición tras declararse culpables. Guilford fue declarado culpable de conspirar para deponer a la reina María por enviar tropas al duque de Northumberland y por proclamar y rendir homenaje a Jane como reina.
En diciembre se le permitió a Jane pasear libremente por el Jardín de la Reina. Lord Robert y lord Guilford tuvieron que contentarse con tomar el aire por los conductos del campanario. Jane y Guilford posiblemente podían verse de vez en cuando. En el libro de oraciones de Jane, Guilford escribió un mensaje a su suegro:

Su amado y obediente hijo desea a su gracia vida larga en este mundo con tanta alegría y comodidad como alguna vez deseé para mí, y en el mundo por venir la alegría eterna. Su humilde hijo que va hacia la muerte, G. Dudley.

## Ejecución

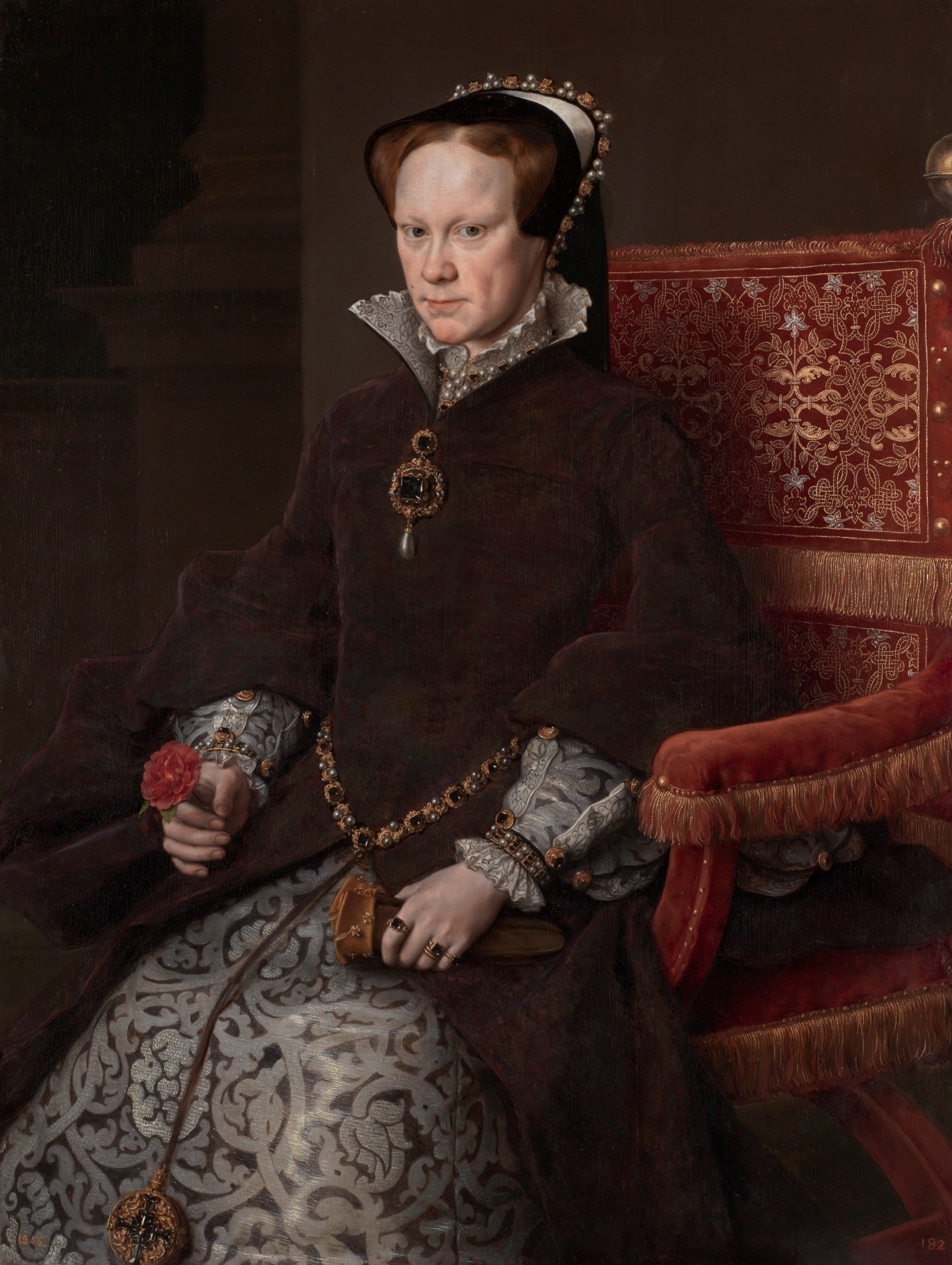
María I de Inglaterra en una pintura de Antonio Moro de 1554.

Los planes de la reina María de contraer matrimonio con Felipe II de España se enfrentaron a una gran oposición, no solo entre la población, sino también entre los miembros del parlamento y los consejeros privados. La rebelión de Thomas Wyatt a principios de 1554, en la que participó el duque de Suffolk, fue resultado de este disgusto generalizado. No era la intención de los conspiradores reinstalar nuevamente en el trono a Jane Grey. Sin embargo, en el momento cumbre de la crisis militar suscitada alrededor del 7 de febrero, el gobierno decidió ejecutar a Jane y a su esposo, posiblemente por pánico. También se convirtió en la oportunidad de eliminar posibles fuentes de inspiración para futuros disturbios y recordatorios desagradables del pasado. A María le molestaba tener que dejar morir a su prima; pero Simon Renard, el embajador imperial, y los miembros de alto rango del Consejo Privado —los mismos que habían instrumentado ubicar a Jane en el trono— se impusieron sobre ella. El obispo Gardiner no perdió la oportunidad de presionar para llevar a cabo la ejecución de la joven pareja durante un sermón en la corte. Poco después, Renard tuvo la seguridad de que «Jane de Suffolk y su esposo iban a perder la cabeza».
El día antes de la ejecución, Guilford solicitó una última entrevista con su esposa, Jane rechazó la petición porque pensaba que «solo [...] aumentaría su tristeza y dolor, los que era mejor dejar atrás [...] ya que en breve se reunirían en otro lugar y vivirían unidos por lazos indisolubles». Alrededor de las diez de la mañana del 12 de febrero, Guilford fue llevado hacia Tower Hill, donde «muchos [...] caballeros» lo esperaban para darle la mano. Como era costumbre, Guilford pronunció un breve discurso a la multitud reunida. «Al no tener padre espiritual con él», se puso de rodillas, oró y pidió a la gente que orara por él «elevando los ojos y las manos hacia Dios muchas veces». Fue ejecutado con un golpe de hacha, después de lo cual su cuerpo fue transportado en un carro a la Capilla Real de San Pedro ad Vincula en la Torre de Londres. Jane, quien observaba la escena desde su ventana, exclamó: «¡Oh, Guilford, Guilford!»! Fue enterrado en la capilla con Jane, quien murió una hora después.
Las ejecuciones no contribuyeron a la popularidad del gobierno. Cinco meses después, John Knox, el futuro reformador escocés, escribió sobre ellos, «inocentes [...] mediante leyes justas y fieles testigos no pudo ser demostrado que hubieran cometido una ofensa por sí mismos». Acerca de Guilford, Grafton el cronista escribió diez años después: «incluso aquellos que nunca antes de la hora de su ejecución lo habían visto, lamentaron con lágrimas su muerte».

## Ancestros
| \| \| \| \| \| \| \| \| \| \| \| \| \| \| \| \| \| \| \| \| 8. Sir John Dudley de Atherington \| \| \| \| \| \| \| \| \| \| \| \| \| \| \| \| \| \| \| \| \| \| \| \| \| \| \| \| \| \| \| \| \| \| \| \| \| \| \| \| \| \| \| \| \| \| \| \| \| \| \| \| \| \| 4. Edmund Dudley \| \| \| \| \| \| \| \| \| \| \| \| \| \| \| \| \| \| \| \| \| \| \| \| \| \| \| \| \| \| \| \| \| \| \| \| \| \| \| \| \| \| \| \| \| \| \| \| \| \| \| \| \| \| 18. Sir John Bramshott de Bramshott \| \| \| \| \| \| \| \| \| \| \| \| \| \| \| \| \| \| \| \| \| \| \| \| \| \| \| \| \| \| \| \| \| \| \| \| \| \| \| \| \| \| \| \| \| \| \| \| \| \| \| \| \| \| 9. Elizabeth Bramshott \| \| \| \| \| \| \| \| \| \| \| \| \| \| \| \| \| \| \| \| \| \| \| \| \| \| \| \| \| \| \| \| \| \| \| \| \| \| \| \| \| \| \| \| \| \| \| \| \| \| \| \| \| \| 19. Catherine Pelham \| \| \| \| \| \| \| \| \| \| \| \| \| \| \| \| \| \| \| \| \| \| \| \| \| \| \| \| \| \| \| \| \| \| \| \| \| \| \| \| \| \| \| \| \| \| \| \| \| \| \| \| \| \| 2. John Dudley, primer duque de Northumberland \| \| \| \| \| \| \| \| \| \| \| \| \| \| \| \| \| \| \| \| \| \| \| \| \| \| \| \| \| \| \| \| \| \| \| \| \| \| \| \| \| \| \| \| \| \| \| \| \| \| \| \| \| \| 20. Edward Grey, sexto barón Ferrers de Groby \| \| \| \| \| \| \| \| \| \| \| \| \| \| \| \| \| \| \| \| \| \| \| \| \| \| \| \| \| \| \| \| \| \| \| \| \| \| \| \| \| \| \| \| \| \| \| \| \| \| \| \| \| \| 10. Edward Grey, primer vizconde de Lisle \| \| \| \| \| \| \| \| \| \| \| \| \| \| \| \| \| \| \| \| \| \| \| \| \| \| \| \| \| \| \| \| \| \| \| \| \| \| \| \| \| \| \| \| \| \| \| \| \| \| \| \| \| \| 21. Elizabeth Ferrers, sexta baronesa Ferrers de Groby \| \| \| \| \| \| \| \| \| \| \| \| \| \| \| \| \| \| \| \| \| \| \| \| \| \| \| \| \| \| \| \| \| \| \| \| \| \| \| \| \| \| \| \| \| \| \| \| \| \| \| \| \| \| 5. Elizabeth Grey, sexta baronesa de Lisle \| \| \| \| \| \| \| \| \| \| \| \| \| \| \| \| \| \| \| \| \| \| \| \| \| \| \| \| \| \| \| \| \| \| \| \| \| \| \| \| \| \| \| \| \| \| \| \| \| \| \| \| \| \| 22. John Talbot, primer vizconde de Lisle \| \| \| \| \| \| \| \| \| \| \| \| \| \| \| \| \| \| \| \| \| \| \| \| \| \| \| \| \| \| \| \| \| \| \| \| \| \| \| \| \| \| \| \| \| \| \| \| \| \| \| \| \| \| 11. Elizabeth Talbot, tercera baronesa de Lisle \| \| \| \| \| \| \| \| \| \| \| \| \| \| \| \| \| \| \| \| \| \| \| \| \| \| \| \| \| \| \| \| \| \| \| \| \| \| \| \| \| \| \| \| \| \| \| \| \| \| \| \| \| \| 23. Joan Cheddar \| \| \| \| \| \| \| \| \| \| \| \| \| \| \| \| \| \| \| \| \| \| \| \| \| \| \| \| \| \| \| \| \| \| \| \| \| \| \| \| \| \| \| \| \| \| \| \| \| \| \| \| \| \| 1. Guilford Dudley \| \| \| \| \| \| \| \| \| \| \| \| \| \| \| \| \| \| \| \| \| \| \| \| \| \| \| \| \| \| \| \| \| \| \| \| \| \| \| \| \| \| \| \| \| \| \| \| \| \| \| \| \| \| 24. Sir John Guildford \| \| \| \| \| \| \| \| \| \| \| \| \| \| \| \| \| \| \| \| \| \| \| \| \| \| \| \| \| \| \| \| \| \| \| \| \| \| \| \| \| \| \| \| \| \| \| \| \| \| \| \| \| \| 12. Sir Richard Guildford \| \| \| \| \| \| \| \| \| \| \| \| \| \| \| \| \| \| \| \| \| \| \| \| \| \| \| \| \| \| \| \| \| \| \| \| \| \| \| \| \| \| \| \| \| \| \| \| \| \| \| \| \| \| 6. Sir Edward Guildford \| \| \| \| \| \| \| \| \| \| \| \| \| \| \| \| \| \| \| \| \| \| \| \| \| \| \| \| \| \| \| \| \| \| \| \| \| \| \| \| \| \| \| \| \| \| \| \| \| \| \| \| \| \| 13. Anne Pimpe \| \| \| \| \| \| \| \| \| \| \| \| \| \| \| \| \| \| \| \| \| \| \| \| \| \| \| \| \| \| \| \| \| \| \| \| \| \| \| \| \| \| \| \| \| \| \| \| \| \| \| \| \| \| 3. Jane Guildford \| \| \| \| \| \| \| \| \| \| \| \| \| \| \| \| \| \| \| \| \| \| \| \| \| \| \| \| \| \| \| \| \| \| \| \| \| \| \| \| \| \| \| \| \| \| \| \| \| \| \| \| \| \| 28. Richard West séptimo barón De La Warr \| \| \| \| \| \| \| \| \| \| \| \| \| \| \| \| \| \| \| \| \| \| \| \| \| \| \| \| \| \| \| \| \| \| \| \| \| \| \| \| \| \| \| \| \| \| \| \| \| \| \| \| \| \| 14. Thomas West, octavo barón De La Warr \| \| \| \| \| \| \| \| \| \| \| \| \| \| \| \| \| \| \| \| \| \| \| \| \| \| \| \| \| \| \| \| \| \| \| \| \| \| \| \| \| \| \| \| \| \| \| \| \| \| \| \| \| \| 29. Catherine Hungerford \| \| \| \| \| \| \| \| \| \| \| \| \| \| \| \| \| \| \| \| \| \| \| \| \| \| \| \| \| \| \| \| \| \| \| \| \| \| \| \| \| \| \| \| \| \| \| \| \| \| \| \| \| \| 7. Eleanor West \| \| \| \| \| \| \| \| \| \| \| \| \| \| \| \| \| \| \| \| \| \| \| \| \| \| \| \| \| \| \| \| \| \| \| \| \| \| \| \| \| \| \| \| \| \| \| \| \| \| \| \| \| \| 15. Elizabeth Mortimer \| \| \| \| \| \| \| \| \| \| \| \| \| \| \| \| \| \| \| \| \| \| \| \| \| \| \| \| \| \| \| \| \| \| \| \| \| \| \| \| \| \| \| \| \| \| \| \| \| \| \| \| |                                                        |  |  |  |  |  |  |  |  |  |  |  |  |  |  |  |
| |                                                        |  |  |  |  |  |  |  |  |  |  |  |  |  |  |  |
| | 8. Sir John Dudley de Atherington                      |  |  |  |  |  |  |  |  |  |  |  |  |  |  |  |
| |                                                        |  |  |  |  |  |  |  |  |  |  |  |  |  |  |  |
| |                                                        |  |  |  |  |  |  |  |  |  |  |  |  |  |  |  |
| | 4. Edmund Dudley                                       |  |  |  |  |  |  |  |  |  |  |  |  |  |  |  |
| |                                                        |  |  |  |  |  |  |  |  |  |  |  |  |  |  |  |
| |                                                        |  |  |  |  |  |  |  |  |  |  |  |  |  |  |  |
| | 18. Sir John Bramshott de Bramshott                    |  |  |  |  |  |  |  |  |  |  |  |  |  |  |  |
| |                                                        |  |  |  |  |  |  |  |  |  |  |  |  |  |  |  |
| |                                                        |  |  |  |  |  |  |  |  |  |  |  |  |  |  |  |
| | 9. Elizabeth Bramshott                                 |  |  |  |  |  |  |  |  |  |  |  |  |  |  |  |
| |                                                        |  |  |  |  |  |  |  |  |  |  |  |  |  |  |  |
| |                                                        |  |  |  |  |  |  |  |  |  |  |  |  |  |  |  |
| | 19. Catherine Pelham                                   |  |  |  |  |  |  |  |  |  |  |  |  |  |  |  |
| |                                                        |  |  |  |  |  |  |  |  |  |  |  |  |  |  |  |
| |                                                        |  |  |  |  |  |  |  |  |  |  |  |  |  |  |  |
| | 2. John Dudley, primer duque de Northumberland         |  |  |  |  |  |  |  |  |  |  |  |  |  |  |  |
| |                                                        |  |  |  |  |  |  |  |  |  |  |  |  |  |  |  |
| |                                                        |  |  |  |  |  |  |  |  |  |  |  |  |  |  |  |
| | 20. Edward Grey, sexto barón Ferrers de Groby          |  |  |  |  |  |  |  |  |  |  |  |  |  |  |  |
| |                                                        |  |  |  |  |  |  |  |  |  |  |  |  |  |  |  |
| |                                                        |  |  |  |  |  |  |  |  |  |  |  |  |  |  |  |
| | 10. Edward Grey, primer vizconde de Lisle              |  |  |  |  |  |  |  |  |  |  |  |  |  |  |  |
| |                                                        |  |  |  |  |  |  |  |  |  |  |  |  |  |  |  |
| |                                                        |  |  |  |  |  |  |  |  |  |  |  |  |  |  |  |
| | 21. Elizabeth Ferrers, sexta baronesa Ferrers de Groby |  |  |  |  |  |  |  |  |  |  |  |  |  |  |  |
| |                                                        |  |  |  |  |  |  |  |  |  |  |  |  |  |  |  |
| |                                                        |  |  |  |  |  |  |  |  |  |  |  |  |  |  |  |
| | 5. Elizabeth Grey, sexta baronesa de Lisle             |  |  |  |  |  |  |  |  |  |  |  |  |  |  |  |
| |                                                        |  |  |  |  |  |  |  |  |  |  |  |  |  |  |  |
| |                                                        |  |  |  |  |  |  |  |  |  |  |  |  |  |  |  |
| | 22. John Talbot, primer vizconde de Lisle              |  |  |  |  |  |  |  |  |  |  |  |  |  |  |  |
| |                                                        |  |  |  |  |  |  |  |  |  |  |  |  |  |  |  |
| |                                                        |  |  |  |  |  |  |  |  |  |  |  |  |  |  |  |
| | 11. Elizabeth Talbot, tercera baronesa de Lisle        |  |  |  |  |  |  |  |  |  |  |  |  |  |  |  |
| |                                                        |  |  |  |  |  |  |  |  |  |  |  |  |  |  |  |
| |                                                        |  |  |  |  |  |  |  |  |  |  |  |  |  |  |  |
| | 23. Joan Cheddar                                       |  |  |  |  |  |  |  |  |  |  |  |  |  |  |  |
| |                                                        |  |  |  |  |  |  |  |  |  |  |  |  |  |  |  |
| |                                                        |  |  |  |  |  |  |  |  |  |  |  |  |  |  |  |
| | 1. Guilford Dudley                                     |  |  |  |  |  |  |  |  |  |  |  |  |  |  |  |
| |                                                        |  |  |  |  |  |  |  |  |  |  |  |  |  |  |  |
| |                                                        |  |  |  |  |  |  |  |  |  |  |  |  |  |  |  |
| | 24. Sir John Guildford                                 |  |  |  |  |  |  |  |  |  |  |  |  |  |  |  |
| |                                                        |  |  |  |  |  |  |  |  |  |  |  |  |  |  |  |
| |                                                        |  |  |  |  |  |  |  |  |  |  |  |  |  |  |  |
| | 12. Sir Richard Guildford                              |  |  |  |  |  |  |  |  |  |  |  |  |  |  |  |
| |                                                        |  |  |  |  |  |  |  |  |  |  |  |  |  |  |  |
| |                                                        |  |  |  |  |  |  |  |  |  |  |  |  |  |  |  |
| | 6. Sir Edward Guildford                                |  |  |  |  |  |  |  |  |  |  |  |  |  |  |  |
| |                                                        |  |  |  |  |  |  |  |  |  |  |  |  |  |  |  |
| |                                                        |  |  |  |  |  |  |  |  |  |  |  |  |  |  |  |
| | 13. Anne Pimpe                                         |  |  |  |  |  |  |  |  |  |  |  |  |  |  |  |
| |                                                        |  |  |  |  |  |  |  |  |  |  |  |  |  |  |  |
| |                                                        |  |  |  |  |  |  |  |  |  |  |  |  |  |  |  |
| | 3. Jane Guildford                                      |  |  |  |  |  |  |  |  |  |  |  |  |  |  |  |
| |                                                        |  |  |  |  |  |  |  |  |  |  |  |  |  |  |  |
| |                                                        |  |  |  |  |  |  |  |  |  |  |  |  |  |  |  |
| | 28. Richard West séptimo barón De La Warr              |  |  |  |  |  |  |  |  |  |  |  |  |  |  |  |
| |                                                        |  |  |  |  |  |  |  |  |  |  |  |  |  |  |  |
| |                                                        |  |  |  |  |  |  |  |  |  |  |  |  |  |  |  |
| | 14. Thomas West, octavo barón De La Warr               |  |  |  |  |  |  |  |  |  |  |  |  |  |  |  |
| |                                                        |  |  |  |  |  |  |  |  |  |  |  |  |  |  |  |
| |                                                        |  |  |  |  |  |  |  |  |  |  |  |  |  |  |  |
| | 29. Catherine Hungerford                               |  |  |  |  |  |  |  |  |  |  |  |  |  |  |  |
| |                                                        |  |  |  |  |  |  |  |  |  |  |  |  |  |  |  |
| |                                                        |  |  |  |  |  |  |  |  |  |  |  |  |  |  |  |
| | 7. Eleanor West                                        |  |  |  |  |  |  |  |  |  |  |  |  |  |  |  |
| |                                                        |  |  |  |  |  |  |  |  |  |  |  |  |  |  |  |
| |                                                        |  |  |  |  |  |  |  |  |  |  |  |  |  |  |  |
| | 15. Elizabeth Mortimer                                 |  |  |  |  |  |  |  |  |  |  |  |  |  |  |  |
| |                                                        |  |  |  |  |  |  |  |  |  |  |  |  |  |  |  |
| |                                                        |  |  |  |  |  |  |  |  |  |  |  |  |  |  |  |